# Roberto Aulés
Roberto Aulés (Buenos Aires, 31 de julio de 1924 - ibídem, 3 de abril de 1978) fue un autor actor, dramaturgo y director de teatro para niños argentino de larga trayectoria.

## Carrera
Roberto Aulés se destacó sobre todo como escritor y actor en decenas de obras teatrales que fueron interpretadas por notables figuras de la escena nacional como Lola Membrives, Delia Garcés, Luis Medina Castro, Jorge Petraglia y Julio López. Fue en el Teatro para Niños "Juan B. Justo" donde Aulés se conforma como intérprete, como actor, como ser humano receptivo y sensible.
Estrena a los 15 años sus primeras piezas con Enrique Agilda, con quien se inicia como actor. Luego presenta recitales poéticos, teatraliza cuentos, poemas y, desde 1955, crea su compañía "El Teatro de los Niños", que con actores profesionales presenta durante muchos años obras propias y de otros autores, especialmente de poetas como Nalé Roxlo, Federico García Lorca y María Elena Walsh.
Dedicó su vida al teatro para niños. Cuando nadie creía en la existencia del género, Roberto le dio forma, lo pulió, moldeó a los actores como a Ariel Keller y se modeló a sí mismo. Hizo obras infantiles como  Pinocho y el abecedario (1959), historieta en dos actos, inspirada en la primera parte de "Las aventuras de Pinocho", de Carlos Collodi y El sueño del rey Bombo (1959) de María Elena Walsh.
En radio actuó en varios radioteatros entre ellos Odisea de 1965 con Alberto Rodríguez Muñoz y Kive Staif,y en el programa Galanterías  junto a Roberto Galán  ambas en Radio Municipal.
En televisión hizo La vida de John Barrymore en 1961 por Canal 9.
Intervino en 1963 como autor en los temas y canciones Navidad para los chicos, que incluía a Coplas de Navidad o [Coplas para Navidad], Zamba del niñito, Vidalita de los Reyes y Tralalá de Nochebuena.

## Suicidio
El 3 de abril de 1978, bajo un profundo estado depresivo, desencantado y deprimido por problemas de subsistencia, el dramaturgo y autor, Roberto Aulés, se suicidó arrojándose del balcón de Radio Municipal en el piso 11.º del Centro Cultural San Martín, muriendo en el acto.
Sus restos descansan en el panteón de SADAIC de la Asociación Argentina de Actores del Cementerio de la Chacarita. Tenía 54 años.

## Teatro
- Del 900 (1949), estrenada en el Teatro Smart.
- Yerma (1953).
- La zapatera prodigiosa (1954).
- Las aventuras de Mariquita Pérez (1955).
- Cuatro tablas y una pasión (1957).
- Un muchacho llamado Daniel (1961).
- Santa Juana (1963).
- Textos sagrados y místicos (1963).[12]
- La rosa con flecos (1965).
- La niña que riega la albahaca y el príncipe preguntón (1966).
- El monigote de la pared (1966), de Conrado Nalé Roxlo, en el Teatro Empire.
- El chocolatín de Frank Brown (1967).[13]
- Las aventuras de Tom Sawyer (1969).
- El gato (1970), junto a Carmen Llambí y Cecilia Rossetto.
- Sanseacabó (1971).
- Rebotín (1973).
- Infierno grande (1976), de Armando Mook y Tito Inchausti.
- El perro mágico (1977).
- Rompecabezas para armar, cantar y bailar (1987).[14]